# Acrocercops marmaritis
Acrocercops marmaritis är en fjärilsart som beskrevs av Walsingham 1914. Acrocercops marmaritis ingår i släktet Acrocercops och familjen styltmalar. Inga underarter finns listade i Catalogue of Life.